# Como Calcio 1973-1974
Questa voce raccoglie le informazioni riguardanti il Como Calcio nelle competizioni ufficiali della stagione 1973-1974.

## Stagione
Nella stagione 1973-1974 il Como disputa il campionato di Serie B, con 46 punti ottiene la quarta piazza del torneo, il campionato è stato vinto dal Varese e dall'Ascoli con 51 punti, davanti alla Ternana con 50 punti, tutte e tre promosse in Serie A, retrocedono in Serie C la Reggina con 34 punti per differenza reti, il Bari con 28 punti ed il Catania con 26 punti.
Da Eugenio Bersellini il Como passa all'allenatore Giuseppe Marchioro e disputa un eccellente campionato cadetto, restando in corsa per la promozione fino alla penultima partita del torneo. La sconfitta subita a Reggio Emilia (1-0) con una Reggiana in piena corsa salvezza, e la sconfitta interna (0-1) con l'Ascoli neopromosso nell'ultima giornata hanno infrante le speranze di promozione cullate a lungo in casa biancoazzurra. Con 8 reti il miglior marcatore stagionale dei lariani è stato Nicola Traini. In Coppa Italia il Como è stato inserito nel quinto girone di qualificazione che è stato vinto dall'Inter sulla Sampdoria.

## Rosa
| N. |                   | Ruolo | Calciatore        |
| -- | ----------------- | ----- | ----------------- |
|    | Italia (bandiera) | P     | Antonio Rigamonti |
|    | Italia (bandiera) | D     | Simone Boldini    |
|    | Italia (bandiera) | D     | Vito Callioni     |
|    | Italia (bandiera) | D     | Cesare Cattaneo   |
|    | Italia (bandiera) | D     | Eugenio Gamba     |
|    | Italia (bandiera) | D     | Roberto Melgrati  |
|    | Italia (bandiera) | D     | Giancarlo Savoia  |
|    | Italia (bandiera) | C     | Giuseppe Brunetti |
|    | Italia (bandiera) | C     | Roberto Casone    |
|    | Italia (bandiera) | C     | Renato Curi       |

| N. |                   | Ruolo | Calciatore         |
| -- | ----------------- | ----- | ------------------ |
|    | Italia (bandiera) | C     | Gian Paolo Galuppi |
|    | Italia (bandiera) | C     | Daniele Gatti      |
|    | Italia (bandiera) | C     | Doriano Pozzato    |
|    | Italia (bandiera) | C     | Franco Vannini     |
|    | Italia (bandiera) | A     | Umberto Catarci    |
|    | Italia (bandiera) | A     | Claudio Correnti   |
|    | Italia (bandiera) | A     | Stefano Luteriani  |
|    | Italia (bandiera) | A     | Renzo Rossi        |
|    | Italia (bandiera) | A     | Bruno Russo        |
|    | Italia (bandiera) | A     | Nicola Traini      |

## Risultati

### Serie B

#### Girone di andata
| Arbitro: | Agnolin (Bassano del Grappa) |

|            |           |  |
| Savoia 29’ | Marcatori |  |

| Arbitro: | Moretto (San Donà di Piave) |

|                          |           |              |
| Ballabio 16’ Vanello 22’ | Marcatori | 30’ Callioni |

| Arbitro: | Gialluisi (Barletta) |

|            |           |  |
| Traini 46’ | Marcatori |  |

| Brindisi 21 ottobre 1973, ore 14.30 4ª giornata | Brindisi         | 0 – 0 referto | Como | Stadio Comunale\| Arbitro: \| Ciacci (Firenze) \| |
| Arbitro:                                        | Ciacci (Firenze) |               |      |                                                   |

| Como 28 ottobre 1973, ore 14.30 5ª giornata | Como                   | 0 – 0 referto | Novara | Stadio Giuseppe Sinigaglia\| Arbitro: \| Martinelli (Catanzaro) \| |
| Arbitro:                                    | Martinelli (Catanzaro) |               |        |                                                                    |

| Catanzaro 4 novembre 1973, ore 14.30 6ª giornata | Catanzaro        | 0 – 0 referto | Como | Stadio Militare\| Arbitro: \| Levrero (Genova) \| |
| Arbitro:                                         | Levrero (Genova) |               |      |                                                   |

| Arbitro: | Calì (Roma) |

|                                           |           |            |
| Vannini 7’ Cattaneo 27’ Biondi 41’ (aut.) | Marcatori | 17’ Alpini |

| Catania 18 novembre 1973, ore 14.30 8ª giornata | Catania                    | 0 – 0 referto | Como | Stadio Cibali\| Arbitro: \| Trinchieri (Reggio Emilia) \| |
| Arbitro:                                        | Trinchieri (Reggio Emilia) |               |      |                                                           |

| Como 25 novembre 1973, ore 14.30 9ª giornata | Como            | 0 – 0 referto | SPAL | Stadio Giuseppe Sinigaglia\| Arbitro: \| Serafini (Roma) \| |
| Arbitro:                                     | Serafini (Roma) |               |      |                                                             |

| Arbitro: | Gialluisi (Barletta) |

|                        |           |  |
| Rizzati 57’ Regali 67’ | Marcatori |  |

| Arbitro: | Moretto (San Donà di Piave) |

|                   |           |  |
| Casone 42’ (rig.) | Marcatori |  |

| Arbitro: | Giunti (Arezzo) |

|                  |           |            |
| Gamba 77’ (aut.) | Marcatori | Traini 37’ |

| Bari 23 dicembre 1973, ore 14.30 13ª giornata | Bari               | 0 – 0 referto | Como | Stadio della Vittoria\| Arbitro: \| Cantelli (Firenze) \| |
| Arbitro:                                      | Cantelli (Firenze) |               |      |                                                           |

| Arbitro: | Prati (Parma) |

|            |           |  |
| Casone 61’ | Marcatori |  |

| Arbitro: | Chiapponi (Livorno) |

|            |           |  |
| Traini 61’ | Marcatori |  |

| Arbitro: | Trinchieri (Reggio Emilia) |

|               |           |  |
| Jacomuzzi 40’ | Marcatori |  |

| Arbitro: | Barbaresco (Cormons) |

|               |           |                        |
| Innocenti 66’ | Marcatori | 35’ Pozzato 87’ Traini |

| Arbitro: | Ciacci (Firenze) |

|             |           |  |
| Vannini 33’ | Marcatori |  |

| Arbitro: | R. Lattanzi (Roma) |

|               |           |             |
| Campanini 15’ | Marcatori | 70’ Vannini |

#### Girone di ritorno
| Arbitro: | Trono (Torino) |

|  |           |             |
|  | Marcatori | 15’ Vannini |

| Arbitro: | Martinelli (Catanzaro) |

|                         |           |  |
| Callioni 53’ Traini 56’ | Marcatori |  |

| Arbitro: | Giunti (Arezzo) |

|                              |           |  |
| Calloni 52’ Prato 83’ (rig.) | Marcatori |  |

| Arbitro: | V. Lattanzi (Roma) |

|          |           |                  |
| Rossi 5’ | Marcatori | 32’ (aut.) Rossi |

| Arbitro: | Serafino (Roma) |

|                   |           |                                |
| Rolfo 1’ Ghio 25’ | Marcatori | 36’ (rig.) Rigamonti 86’ Rossi |

| Arbitro: | Schena (Foggia) |

|                |           |  |
| Rossi 42’, 51’ | Marcatori |  |

| Arbitro: | Picasso (Chiavari) |

|              |           |  |
| Listanti 60’ | Marcatori |  |

| Arbitro: | Agnolin (Bassano del Grappa) |

|                       |           |              |
| Gamba 9’ Galluppi 28’ | Marcatori | 37’ Spagnolo |

| Arbitro: | Calì (Roma) |

|             |           |            |
| Pezzato 13’ | Marcatori | 85’ Traini |

| Arbitro: | Cantelli (Firenze) |

|                          |           |  |
| Rigamonti 16’ Traini 35’ | Marcatori |  |

| Arbitro: | Toselli (Cormons) |

|                     |           |             |
| Bonfanti 25’ (rig.) | Marcatori | 8’ Callioni |

| Arbitro: | Prati (Parma) |

|                      |           |                       |
| Traini 11’ Rossi °55 | Marcatori | 85’ (rig.) Roccotelli |

| Como 5 maggio 1974, ore 14.30 32ª giornata | Como          | 0 – 0 referto | Bari | Stadio Giuseppe Sinigaglia\| Arbitro: \| Lops (Torino) \| |
| Arbitro:                                   | Lops (Torino) |               |      |                                                           |

| Arbitro: | Gonella (Torino) |

|                                  |           |                              |
| Savoia 1’ (aut.) Musa 58’ (rig.) | Marcatori | 47’ R. Rossi 62’ C. Cattaneo |

| Arbitro: | Angonese (Mestre) |

|           |           |             |
| Fanti 88’ | Marcatori | 68’ Galuppi |

| Arbitro: | Michelotti (Parma) |

|             |           |              |
| R. Rossi 9’ | Marcatori | 38’ F. Rossi |

| Arbitro: | V. Lattanzi (Roma) |

|                                                  |           |                                  |
| Rigamonti 43’ (rig.) Pozzato 59’ Zana 64’ (aut.) | Marcatori | 49’ Vitulano 77’ (rig.) Lombardi |

| Arbitro: | Menicucci (Firenze) |

|           |           |  |
| Sacco 38’ | Marcatori |  |

| Arbitro: | Barbaresco (Cormons) |

|  |           |               |
|  | Marcatori | 14’ Quaresima |

### Coppa Italia

#### Primo turno
| Genova 29 agosto 1973 1ª giornata | Sampdoria     | 0 – 0 | Como | Stadio Luigi Ferraris\| Arbitro: \| Prati (Parma) \| |
| Arbitro:                          | Prati (Parma) |       |      |                                                      |

| Arbitro: | Reggiani (Bologna) |

|            |           |                     |
| Casone 71’ | Marcatori | 89’ (aut.) Correnti |

| Arbitro: | Levrero (Genova) |

|             |           |           |
| Pozzato 64’ | Marcatori | 85’ Volpi |

| Arbitro: | Schena (Foggia) |

|             |           |  |
| Colombo 28’ | Marcatori |  |

| 23 settembre 1973 5ª giornata |  | – Turno di riposo COMO |  |  |

## Statistiche

### Statistiche di squadra
| Competizione | Punti | In casa | In casa | In casa | In casa | In casa | In casa | In trasferta | In trasferta | In trasferta | In trasferta | In trasferta | In trasferta | Totale | Totale | Totale | Totale | Totale | Totale | DR  |
| Competizione | Punti | G       | V       | N       | P       | Gf      | Gs      | G            | V            | N            | P            | Gf           | Gs           | G      | V      | N      | P      | Gf     | Gs     | DR  |
| ------------ | ----- | ------- | ------- | ------- | ------- | ------- | ------- | ------------ | ------------ | ------------ | ------------ | ------------ | ------------ | ------ | ------ | ------ | ------ | ------ | ------ | --- |
| Serie B      | 46    | 19      | 13      | 5       | 1       | 24      | 8       | 19           | 2            | 11           | 6            | 13           | 19           | 38     | 15     | 16     | 7      | 37     | 27     | +10 |
| Coppa Italia | 3     | 2       | 0       | 2       | 0       | 2       | 2       | 2            | 0            | 1            | 1            | 0            | 1            | 4      | 0      | 3      | 1      | 2      | 3      | -1  |
| Totale       |       | 21      | 13      | 7       | 1       | 26      | 10      | 21           | 2            | 12           | 7            | 13           | 20           | 42     | 15     | 19     | 8      | 39     | 30     | +9  |

### Statistiche dei giocatori
| Giocatore    | Serie B  | Serie B | Serie B     | Serie B    | Coppa Italia | Coppa Italia | Coppa Italia | Coppa Italia | Totale   | Totale | Totale      | Totale     |
| Giocatore    | Presenze | Reti    | Ammonizioni | Espulsioni | Presenze     | Reti         | Ammonizioni  | Espulsioni   | Presenze | Reti   | Ammonizioni | Espulsioni |
| ------------ | -------- | ------- | ----------- | ---------- | ------------ | ------------ | ------------ | ------------ | -------- | ------ | ----------- | ---------- |
| S. Boldini   | 1        | 0       | ?           | ?          | -            | -            | -            | -            | 1        | 0      | 0+          | 0+         |
| G. Brunetti  | 3        | 0       | ?           | ?          | -            | -            | -            | -            | 3        | 0      | 0+          | 0+         |
| V. Callioni  | 31       | 3       | ?           | ?          | 4            | 0            | ?            | ?            | 35       | 3      | ?           | ?          |
| R. Casone    | 32       | 2       | ?           | ?          | 4            | 1            | ?            | ?            | 36       | 3      | ?           | ?          |
| U. Catarci   | 3        | 0       | ?           | ?          | 1            | 0            | ?            | ?            | 4        | 0      | ?           | ?          |
| C. Cattaneo  | 37       | 2       | ?           | ?          | 4            | 0            | ?            | ?            | 41       | 2      | ?           | ?          |
| C. Correnti  | 36       | 0       | ?           | ?          | 4            | 0            | ?            | ?            | 40       | 0      | ?           | ?          |
| R. Curi      | 24       | 0       | ?           | ?          | 4            | 0            | ?            | ?            | 28       | 0      | ?           | ?          |
| G. Galuppi   | 24       | 2       | ?           | ?          | -            | -            | -            | -            | 24       | 2      | 0+          | 0+         |
| E. Gamba     | 18       | 1       | ?           | ?          | 2            | 0            | ?            | ?            | 20       | 1      | ?           | ?          |
| D. Gatti     | 1        | 0       | ?           | ?          | -            | -            | -            | -            | 1        | 0      | 0+          | 0+         |
| S. Luteriani | 2        | 0       | ?           | ?          | -            | -            | -            | -            | 2        | 0      | 0+          | 0+         |
| R. Melgrati  | 36       | 0       | ?           | ?          | 4            | 0            | ?            | ?            | 40       | 0      | ?           | ?          |
| D. Pozzato   | 34       | 2       | ?           | ?          | 4            | 1            | ?            | ?            | 38       | 3      | ?           | ?          |
| A. Rigamonti | 38       | 3/-27   | ?           | ?          | 4            | 0/-3         | ?            | ?            | 42       | 3      | ?           | ?          |
| R. Rossi     | 34       | 7       | ?           | ?          | 3            | 0            | ?            | ?            | 37       | 7      | ?           | ?          |
| B. Russo     | 6        | 0       | ?           | ?          | 4            | 0            | ?            | ?            | 10       | 0      | ?           | ?          |
| G. Savoia    | 26       | 1       | ?           | ?          | 4            | 0            | ?            | ?            | 30       | 1      | ?           | ?          |
| N. Traini    | 35       | 8       | ?           | ?          | 4            | 0            | ?            | ?            | 39       | 8      | ?           | ?          |
| F. Vannini   | 28       | 4       | ?           | ?          | -            | -            | -            | -            | 28       | 4      | 0+          | 0+         |